# Carl Stierneroos
Carl Stierneroos, född 6 september 1689, död 5 maj 1746, var en svensk häradshövding.

## Biografi
Carl Stierneroos föddes 1689. Han var son till borgmästaren Johan Stierneroos och Maria Hobe i Strängnäs. Stierneroos blev 6 oktober 1706 student vid Uppsala universitet och blev sedan häradshövding i Uppland. Han avled 1746.

### Familj
Stierneroos gifte sig 26 november 1717 med Elisabet Emerentia Reutercrantz (född 1692). Hon var dotter till hovjägmästaren Hans Reutercrantz och Anna Cronström. De fick tillsammans barnen Carl Gustaf Stierneroos (1718–1718), Hans Isak Stierneroos (1720–1721), Anna Maria Stierneroos (1721–1756) som var gift med häradshövding Anders Lundborg, överstelöjtnanten Johan Daniel Stierneroos (1722–1780) vid Västmanlands regemente och överstelöjtnanten Carl Fredrik Stierneroos (1723–1778) i Svenska armén.